# الکس مراز
الکس مراز (انگلیسی: Alejandro "Alex" Meraz؛ زادهٔ ۱۰ ژانویهٔ ۱۹۸۵) یک هنرپیشه و رقصنده اهل ایالات متحده آمریکا است.

## گزیده فیلمشناسی
از فیلم‌ها یا برنامه‌های تلویزیونی که وی در آن نقش داشته‌است می‌توان به آثار زیر اشاره کرد.
- بر جدید (فیلم ۲۰۰۵) (۲۰۰۵)
- گرگ و میش: ماه نو (۲۰۰۹)
- گرگ و میش: کسوف (۲۰۱۰)
- سی‌اس‌آی: نیویورک (۲۰۱۱)
- هم‌اتاقی (۲۰۱۱)
- گرگ و میش: سپیده‌دم - قسمت اول (۲۰۱۱)
- گرگ و میش: سپیده‌دم - قسمت دوم (۲۰۱۱)
- جوخه انتحار (فیلم) (۲۰۱۶)
- گاو برانکس (۲۰۱۶)
- درخشان (فیلم) (۲۰۱۷)